# Kalsdorf bei Graz
Kalsdorf bei Graz ist eine Marktgemeinde mit 9010 Einwohnern (Stand 1. Jänner 2025) südlich von Graz in der Steiermark im Bezirk Graz-Umgebung. Sie gehört zu den am schnellsten wachsenden und wirtschaftsstärksten Gemeinden der Steiermark.

## Geografie

### Geografische Lage
Kalsdorf liegt circa 13 km südlich der Landeshauptstadt Graz an der Mur zwischen der Kalsdorfer Au und dem Grazer Feld. Die Gemeinde gehört zur Weststeiermark.

### Gemeindegliederung
Das Gemeindegebiet gliedert sich in fünf Ortschaften (in Klammern Einwohnerzahl Stand 1. Jänner 2025):
- Forst (827) samt Schachenwald
- Großsulz (1629)
- Kalsdorf bei Graz (6215) samt Laasiedlung
- Kleinsulz (205)
- Thalerhof (134)

Die Gemeinde besteht aus drei Katastralgemeinden (Fläche Stand 31. Dezember 2023):
- Großsulz (401,15 ha)
- Kalsdorf (821,49 ha)
- Thalerhof (286,13 ha)

### Nachbargemeinden
| Premstätten | [[Feldkirchen bei Grazer | Gössendorf      |
| Premstätten | F                        | Fernitz-Mellach |
| Wundseibe   | Werndorf                 | Fernitz-Mellach |

### Geologie
Kalsdorf liegt gemeinsam mit seiner Nachbargemeinde Wundschuh und der ehemaligen Gemeinde Weitendorf im Einzugsgebiet ehemaliger Vulkane, die im Miozän vor etwa zehn Millionen Jahren aktiv waren. Sie sind an der Erdoberfläche nicht erkennbar, aber bei einer Bohrung wurde bereits in einer Tiefe von 33 bis 35 Metern das vulkanische Gestein Andesit gefunden.

## Geschichte
Archäologische Belege für eine Besiedelung reichen bis in die Urnenfelderzeit (späte Bronzezeit, etwa 1300–800 vor Chr.) zurück. Das Gräberfeld nördlich des Zentrums von Kalsdorf ist eine der wenigen bekannten Fundstellen in Flachlandsiedlungen, es enthält Funde aus der späten Urnenfelderkultur und der Hallstattzeit. Bereits durch Notgrabungen, noch ohne gezielte eingehende Untersuchungen, konnten 42 Grabstellen erforscht werden.
Im Nordwesten der Gemeinde wurde eine Römersiedlung (vicus) nachgewiesen, nach der die Römerstraße benannt ist. Die römische Siedlung von Kalsdorf erstreckte sich über eine Fläche von etwa 40 Hektar, wobei gegenwärtig knapp 25 % der antiken Wohnfläche bereits überbaut sind.
Um den 453 verstorbenen Hunnenkönig Attila ranken sich auch in Kalsdorf Geschichten. Attila soll zwischen Kalsdorf und Fernitz unter dem alten Bett der Mur, die man damals umleitete, begraben liegen. Er ruhe in einem goldenen Sarg, der liege in einem silbernen, der in einem eisernen. Im Grab warten auf den Finder unermessliche Schätze.

Historische Landkarten zum Gebiet von Kalsdorf
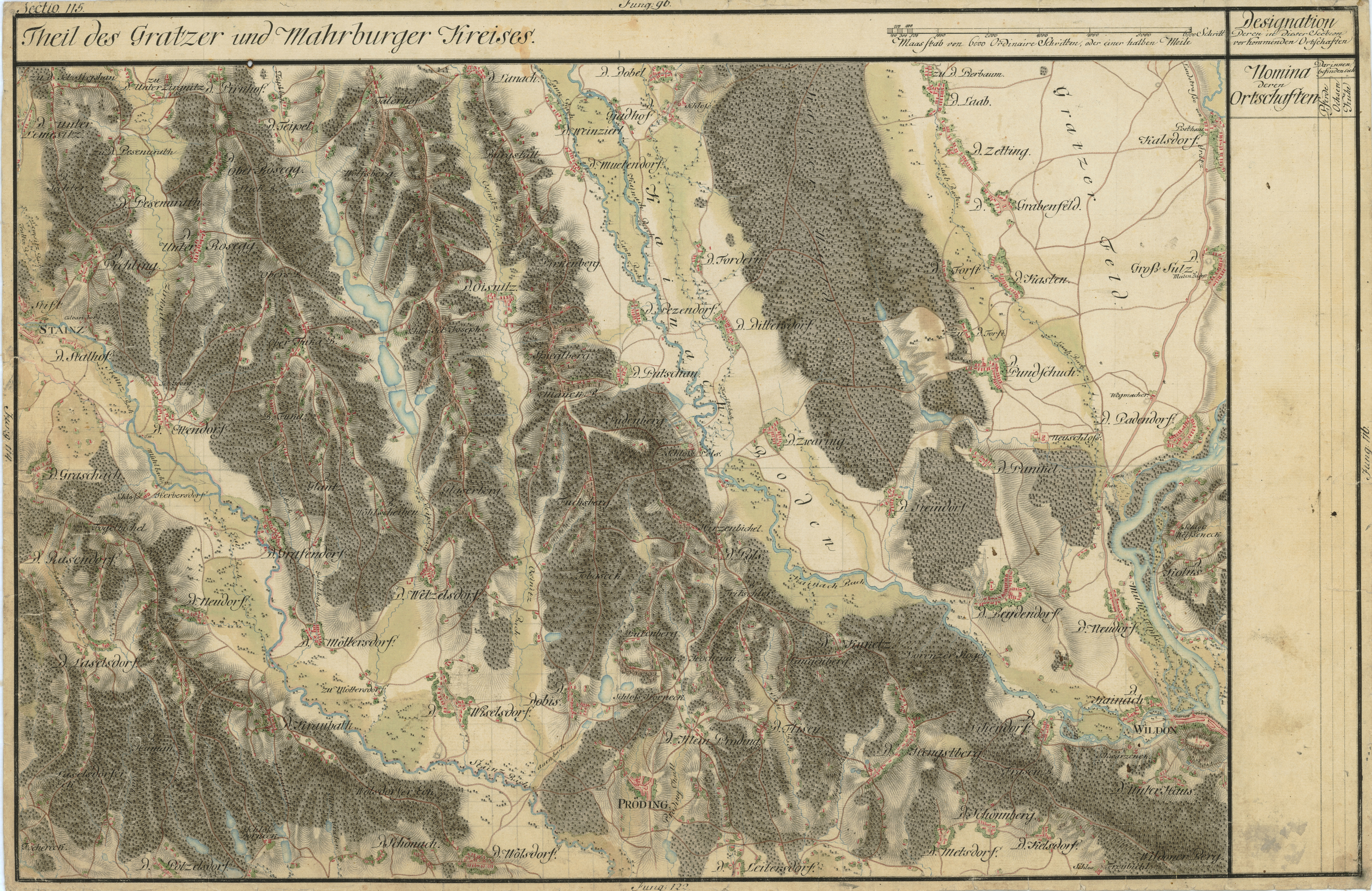
Josephinische Landesaufnahme, ca. 1790.
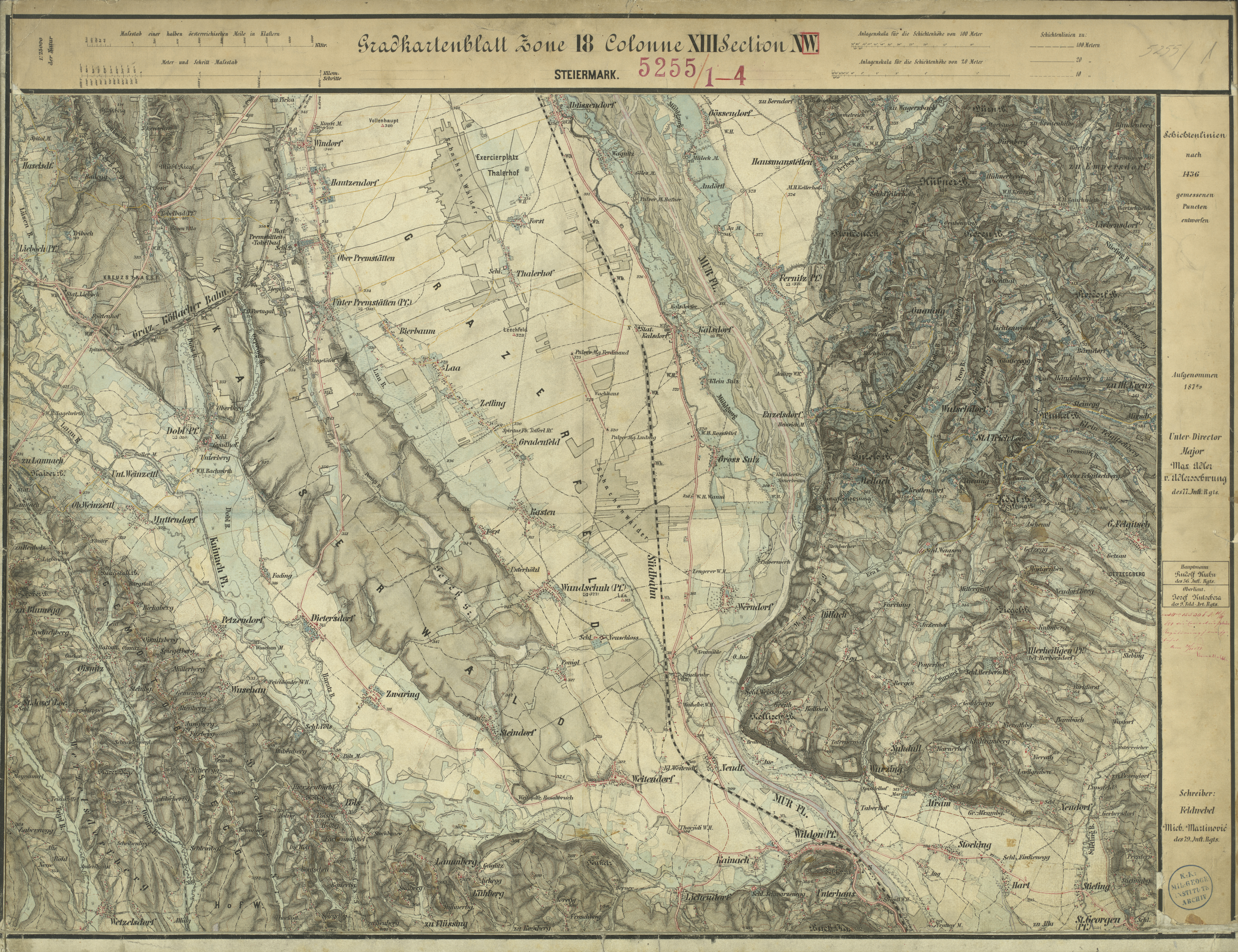
Kalsdorf um 1879
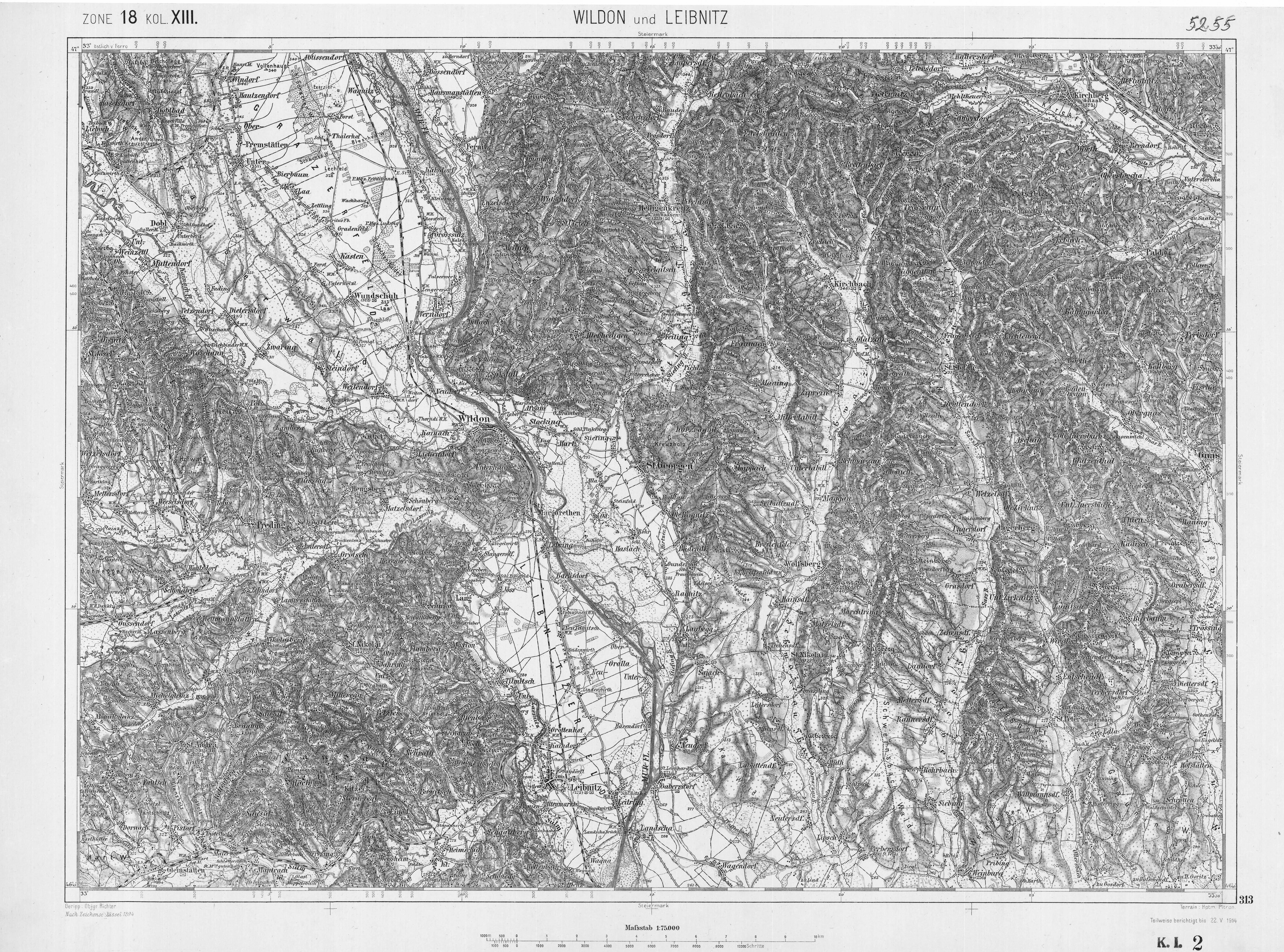
Franzisco-Josephinische Landesaufnahme, ca. 1910

Im Laufe des 6. Jahrhunderts nach Christus hatte der Ostalpenraum seine Kontakte zum Gebiet des römischen Weltreiches verloren und lag ungeschützt gegenüber den Stürmen der Geschichte dar. Seit der zweiten Hälfte des 6. Jahrhunderts wanderten die mit den Awaren aus dem Osten kommenden Slawen in den Ostalpenraum ein.
Als die Slawen in die Ostalpenländer einwanderten, konnte eine Konfrontation mit den benachbart von ihnen siedelnden Bayern nicht ausbleiben. Diese konnten vorerst die Slawen abwehren, erlitten aber gegen Slawen und Awaren im Jahre 595 eine schwere Niederlage. Ein dritter Zusammenstoß fand um 610 bei Aguntum statt. Nach einer wechselvollen Geschichte erfolgte in den Jahren 711/712 ein letzter awarischer Vorstoß über die Enns. Als jedoch die Awaren im Jahre 741 versuchten, die Herrschaft über die Karantanenslawen zu erlangen, richteten diese ein Hilfeersuchen an die Bayern. Die Bekehrungsgeschichte der Karantaner und Slawen (Conversio) berichtet, dass daraufhin die Bayern gemeinsam mit den Karantanenslawen die Awaren besiegt hätten, doch gleichzeitig seien die Alpenslawen unter die Herrschaft der Bayern geraten.
Nach drei Slawenaufständen gelang schließlich Herzog Tassilo III. im Jahre 772 der endgültige Sieg über die Karantanen. Von nun an wurden die Karantanenherzöge von den Bayern ersetzt. Nach dem Sturz Herzog Tassilos (788) gelangten Karantanien und Bayern an das fränkische Reich Karls des Großen, der das Frankenreich tief nach Pannonien hinein erweiterte. 822 fand die innere Selbstverwaltung Karantaniens ihr definitives Ende.

### Mittelalter
Nach dem Ende der inneren Selbstverwaltung Karantaniens nahmen fränkische Beamte, Grafen und Präfekten die Stellung der slawischen Fürsten ein, Der Raum der heutigen Steiermark wurde der fränkischen Grafschaftsverwaltung unterstellt. 859 wird der erste deutsche Grundherr des Landes Graf Witawogo, genannt; 860 scheint Nezilinpah (Nestelbach) als erster deutscher Dorfname des Landes auf.
Einfälle der Ungarn setzten zu Beginn des 10. Jahrhunderts der weiteren planmäßigen Besiedlung Grenzen, doch dürfte der Bereich westlich der Mur davon weniger betroffen gewesen sein. Die Mark an der mittleren Mur (auch Karantanenmark genannt) ist erstmals 970 fassbar, dürfte bereits – nach dem Sieg über die Ungarn – um 955 entstanden sein.
Zur vermutlich slawischen Besiedlung des Raumes Kalsdorf kam also im 10. bis 12. Jahrhundert, vielleicht bereits im 9., die deutsche Siedlungstätigkeit. Auch für Kalsdorf sind diese Anfänge nur mittels der Ortsnamenkunde erschließbar, bislang jedoch nicht aufgrund von Bodenfunden fassbar.

„Es gibt […] in der Ebene des Grazer Feldes keinen Namen slowenischen Ursprungs, der, an seinen lautlichen Merkmalen gemessen, nicht schon wenigstens um 1100 verdeutscht gewesen wäre; nach gewissen Anzeichen zu schließen, war das Grazer Feld sogar schon um die Jahrtausendwende deutsch.“

Im Jahre 1179 wird Kalsdorf das erste Mal urkundlich erwähnt. Markgraf Ottokar IV. beurkundet in diesem Jahr die Übertragung des Dorfes Kalsdorf (villam Chuolesdorf) durch die Grafen Heinrich und Sieghard von Schalla an das, damals noch Kloster, Stift Rein.
Für eine Dauer von 669 Jahren (1179 bis 1848) gehörte das Dorf Kalsdorf zum Stift Rein, waren die Kalsdorfer dem Stift Rein untertänig.
Kalsdorf war zum Zeitpunkt seiner Schenkung an Rein kein unbedeutendes Dorf. Die Schenkungsurkunde lässt darauf schließen, dass die jährlichen Steuererträgnisse vom Gut Kalsdorf bereits damals etwa zehn Mark betrugen. Bewirtschaftet wurden die Güter zumeist durch sogenannte Grangien. Die Bewirtschaftung von Kalsdorf, wie auch von Werndorf erfolgte von solchen Grangien aus.
Bis zum Jahr 1208 war die Grangienwirtschaft für das Stift Rein die einzig erlaubte Wirtschaftsform, die Auflösung der Grangien und die Verpachtung weiter entfernten Besitzes erfolgte ab 1208. Im Jahre 1214 bestätigte Papst Innozenz III. die Rechte und Güter Reins. In dieser Urkunde wird das Stift als Besitzer von neun Grangien ausgewiesen, darunter auch noch Kalsdorf. Über die Auflösung der Grangie Kalsdorf sind keine Nachrichten überliefert.

### Die Türken in Kalsdorf
Nachdem die Türken bereits im 15. und zu Beginn des 16. Jahrhunderts mehrmals in die Steiermark eingefallen waren, erlebte Kalsdorf im Jahre 1532 einen verheerenden Durchzug der Türken. Mag auch die Türkenschlacht auf dem Fernitzer Feld auf einem Irrtum des Historikers Hieronymus Megiser beruhen, so sind die Verwüstungen im Raum Kalsdorf und Feldkirchen historisch belegt.
Als Sultan Suleyman auf seinem zweiten Zug gegen Wien im Jahre 1532 in Güns aufgehalten wurde und seinen Feldzug abbrechen musste, zog das türkische Hauptheer durch die Ost- und Mittelsteiermark an Graz vorbei nach Süden. Am 2. September 1532 sollen die Türken in der Steiermark eingefallen sein, am 10. September erreichten die ersten Vorhuten Graz. Am Morgen des 11. September fanden sie eine Furt in der Mur und durchquerten diese. Diese Vorhut soll dann am rechten Murufer, zwischen Feldkirchen und Kalsdorf, die sogenannte Türkenschanze aufgeworfen haben, um so gegen eventuell von Norden kommende kaiserliche Truppen gewappnet zu sein.

### Bevölkerungsentwicklung
Das Bevölkerungswachstum beruht vor allem auf Zuzug.
| Kalsdorf bei Graz: Einwohnerzahlen von 1869 bis 2024 | Kalsdorf bei Graz: Einwohnerzahlen von 1869 bis 2024 | Kalsdorf bei Graz: Einwohnerzahlen von 1869 bis 2024 | Kalsdorf bei Graz: Einwohnerzahlen von 1869 bis 2024 | Kalsdorf bei Graz: Einwohnerzahlen von 1869 bis 2024 |
| ---------------------------------------------------- | ---------------------------------------------------- | ---------------------------------------------------- | ---------------------------------------------------- | ---------------------------------------------------- |
| Jahr                                                 |                                                      |                                                      |                                                      | Einwohner                                            |
| 1869                                                 | 1869                                                 |                                                      | 918                                                  | 918                                                  |
| 1880                                                 | 1880                                                 |                                                      | 1.028                                                | 1.028                                                |
| 1890                                                 | 1890                                                 |                                                      | 1.162                                                | 1.162                                                |
| 1900                                                 | 1900                                                 |                                                      | 1.247                                                | 1.247                                                |
| 1910                                                 | 1910                                                 |                                                      | 1.599                                                | 1.599                                                |
| 1923                                                 | 1923                                                 |                                                      | 2.395                                                | 2.395                                                |
| 1934                                                 | 1934                                                 |                                                      | 2.501                                                | 2.501                                                |
| 1939                                                 | 1939                                                 |                                                      | 2.525                                                | 2.525                                                |
| 1951                                                 | 1951                                                 |                                                      | 3.167                                                | 3.167                                                |
| 1961                                                 | 1961                                                 |                                                      | 3.511                                                | 3.511                                                |
| 1971                                                 | 1971                                                 |                                                      | 4.134                                                | 4.134                                                |
| 1981                                                 | 1981                                                 |                                                      | 4.206                                                | 4.206                                                |
| 1991                                                 | 1991                                                 |                                                      | 4.265                                                | 4.265                                                |
| 2001                                                 | 2001                                                 |                                                      | 4.831                                                | 4.831                                                |
| 2011                                                 | 2011                                                 |                                                      | 5.846                                                | 5.846                                                |
| 2021                                                 | 2021                                                 |                                                      | 8.017                                                | 8.017                                                |
| 2024                                                 | 2024                                                 |                                                      | 8.662                                                | 8.662                                                |
| Quelle(n): Statistik Austria, Gebietsstand 1.1.2021  |                                                      |                                                      |                                                      |                                                      |

## Kultur und Sehenswürdigkeiten

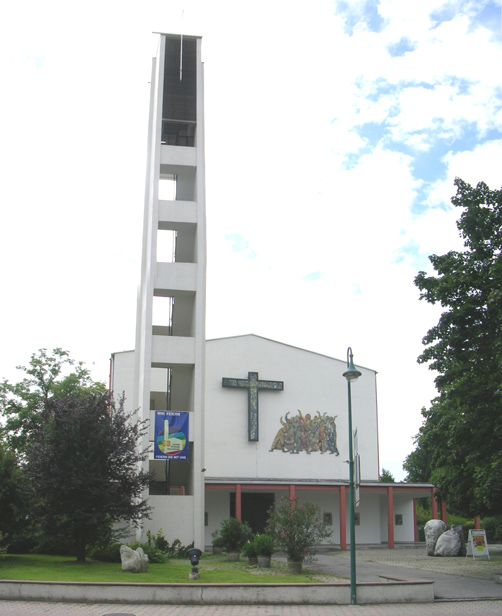
Pfarrkirche Kalsdorf bei Graz

- Katholische Pfarrkirche Kalsdorf bei Graz hl. Paul
- bis 2000: Schloss Thalerhof

### Musik
Der älteste Kulturträger der Gemeinde ist die „Musikkapelle der Roto Frank und der Marktgemeinde Kalsdorf“. Unter der musikalischen Leitung des Kapellenmeisters Walter „Shorty“ Kemmer und des langjährigen Obmannes Ernst Bressnig konnten bereits viele Auszeichnungen errungen werden. Seit Anfang 2007 hat er sein Amt an Hannes Karpjuk übergeben. Durch die Zusammenarbeit mit der Musikschule Kalsdorf und der Marktgemeinde Kalsdorf ist es gelungen, die Jugend für aktives Musizieren zu begeistern. Daraus entstanden zahlreiche Ensembles.
Im Oktober 2007, im Juni 2008 sowie im April 2009 wurden erstmals in der Vereinsgeschichte bei Wertungsspielen des steirischen Blasmusikverbandes ein 1. Rang mit Auszeichnung in der Stufe A erreicht. Nach drei Auszeichnungen bei Marschmusikwertungen sowie Konzertwertungen wurde der Musikkapelle auch der „Robert Stolz Preis“ verliehen.

## Wirtschaft und Infrastruktur

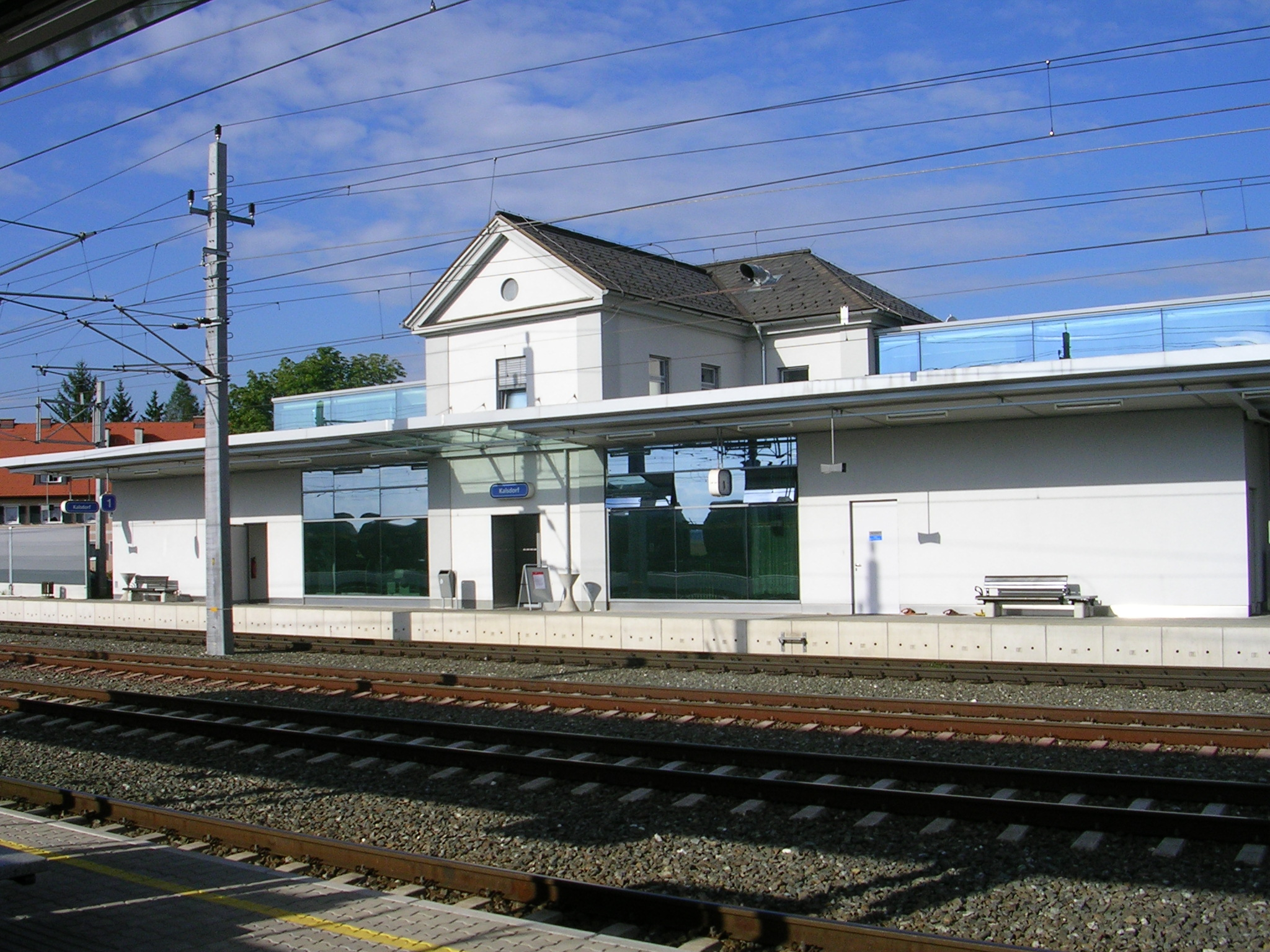
Neuer Bahnhof Kalsdorf (2008)

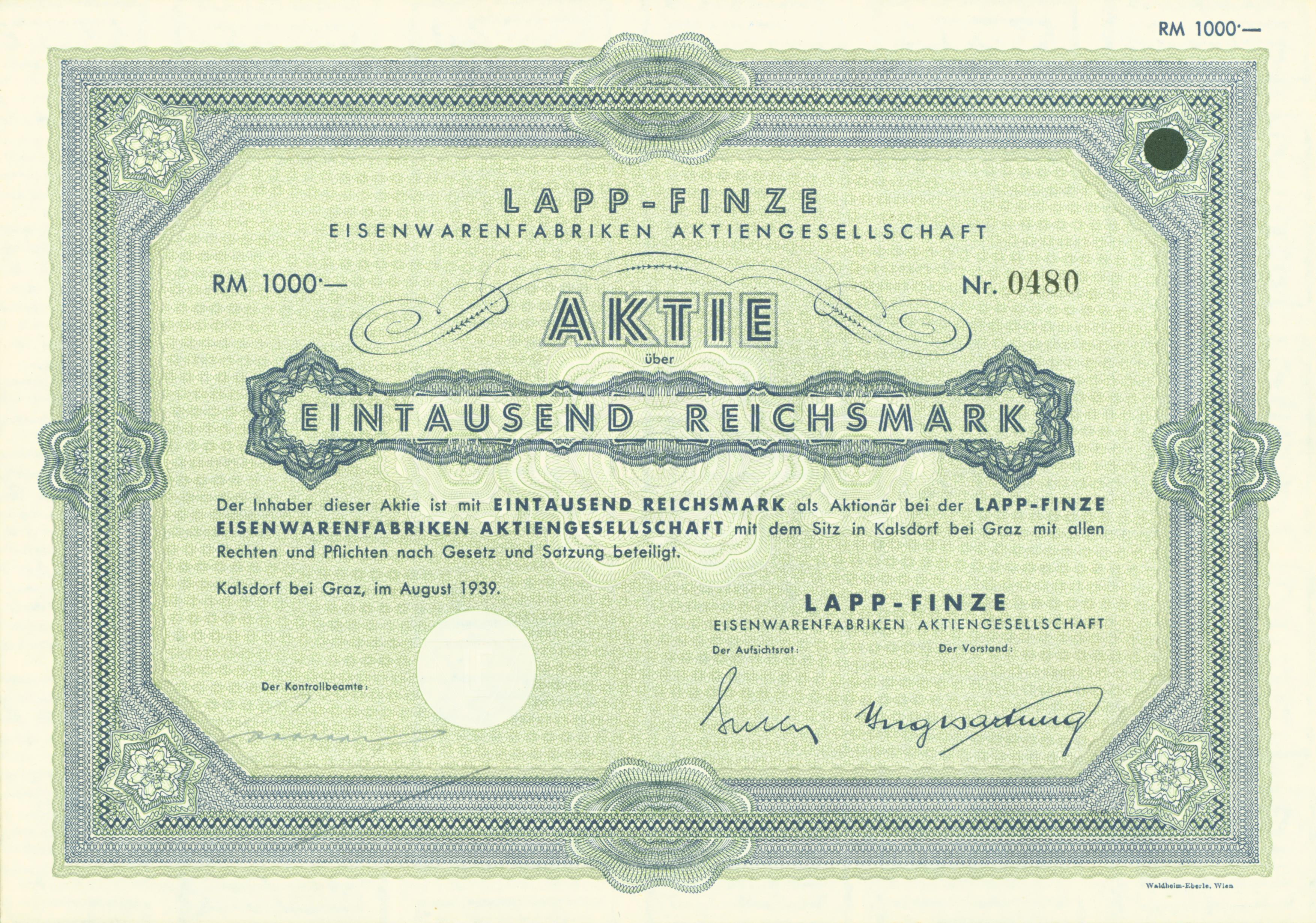
Aktie über 1000 RM der Lapp-Finze Eisenwarenfabriken AG vom August 1939

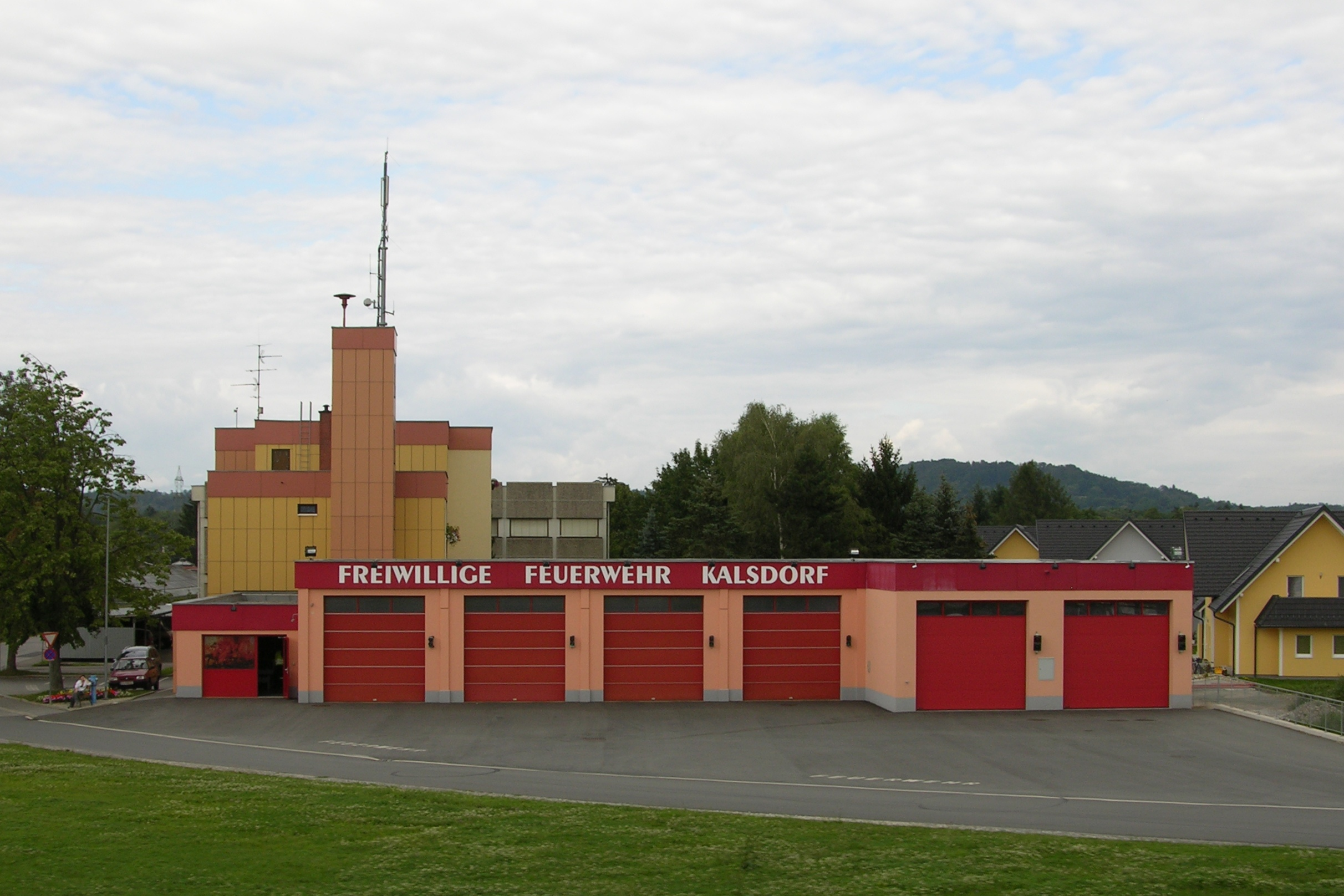
Freiwillige Feuerwehr Kalsdorf (2008)

Vereinslogo des SC Kalsdorf

### Verkehr
Kalsdorf ist aufgrund der Nähe zu Graz sehr verkehrsgünstig gelegen. Dadurch ist die Gemeinde gerade für Logistikunternehmen attraktiv.
Die Pyhrn Autobahn A 9 ist über die Anschlussstelle Kalsdorf (exit 194) in ca. 3 km zu erreichen, die Süd Autobahn A 2 über die Anschlussstelle Graz Flughafen/Feldkirchen (exit 183) in ca. 6 km. Durch das Gemeindegebiet verläuft die Grazer Straße B 67 von Graz nach Slowenien.
In Kalsdorf befindet sich ein Bahnhof an der Südbahn, dieser wird von Taktzügen der Linie S5 der S-Bahn Steiermark bedient. Zur Hauptverkehrszeit fahren die Züge bis zu einer Dichte von zehn Minuten. Am Wochenende und spät Abends wird im Stundentakt gefahren. Die Nachtbusse der Linie N5 der Graz AG Verkehrsbetriebe fahren nach Kalsdorf.
Das Cargo Center Graz wird von der Steiermarkbahn betrieben. Dabei handelt es sich um einen Umschlagbahnhof.
Der Flughafen Graz-Thalerhof befindet sich im Gemeindegebiet, der bei Radtouristen und Radsportlern aus Graz beliebte Murradweg (R2) führt ebenfalls durch.

### Ansässige Unternehmen
Die sehr gute Verkehrsanbindung war auch der Grund für die Ansiedlung der damaligen Lapp-Finze Metallwarenfirma, die von Ing. Adolf Finze gegründet wurde, Ende des 19. Jahrhunderts, womit Kalsdorf industrialisiert wurde. Die Bevölkerungszahl stieg nach der Gründung des Betriebes sprunghaft an, der Norden von Kalsdorf hat nach wie vor mit seinen Arbeitersiedlungen einen „industriellen“ Charakter. Der Sohn von Adolf Finze, Dr. Julius Finze, war bis 1911 sogar Bürgermeister, musste aber infolge der Auseinandersetzung um die „Unabhängigkeit“ Werndorfs in Folge zurücktreten. Lapp-Finze produzierte in der Zeit des Zweiten Weltkriegs Rüstungsgüter und beschäftigte Zwangsarbeiter. Heute gehört der Betrieb zur deutschen Roto Frank AG und erzeugt Fenster und Tür-Beschläge.
Der schwedische Nutzfahrzeughersteller Scania hat einen Standort in Kalsdorf.
Die ZKG Zeremonium Kalsdorf GmbH betreibt in Kalsdorf seit 2019 eines von derzeit (Stand 2021) 17 aktiven Krematorien in Österreich.
Ebenfalls in Kalsdorf ansässig ist das Unternehmen HGV Kräutergarten GmbH/Hanfgarten, welches sich der Produktion und Vermarktung von Hanfprodukten auf der Basis von Cannabidiol widmet.

### Öffentliche Einrichtungen
In Kalsdorf befindet sich eine Ortsstelle des Österreichischen Roten Kreuzes.
Einsatzgebiete der Ortsstelle sind hauptsächlich die umliegenden Gemeinden Kalsdorf, Werndorf, Dobl-Zwaring, Feldkirchen, Fernitz-Mellach, Gössendorf, Grambach, Hausmannstätten und Vasoldsberg.
Am Flughafen Graz-Thalerhof befand sich der Fliegerhorst Nittner, eine Kaserne des Österreichischen Bundesheeres, die nach einem Beschluss des Bundesministeriums für Landesverteidigung von Juni 2005 im Jahr 2009 geschlossen wurde.

### Bildung
- Volksschule, Pädagogischer Panther 2004[16]

### Sport
Das 2007 eröffnete Sportzentrum Kalsdorf am Fritz Matzner Weg bietet Anlagen zur Ausübung von Fußball, Tennis, Schwimmen, Basketball, Laufen und Skaten. Der SC Kalsdorf trägt seine Heimspiele hier aus.

## Politik

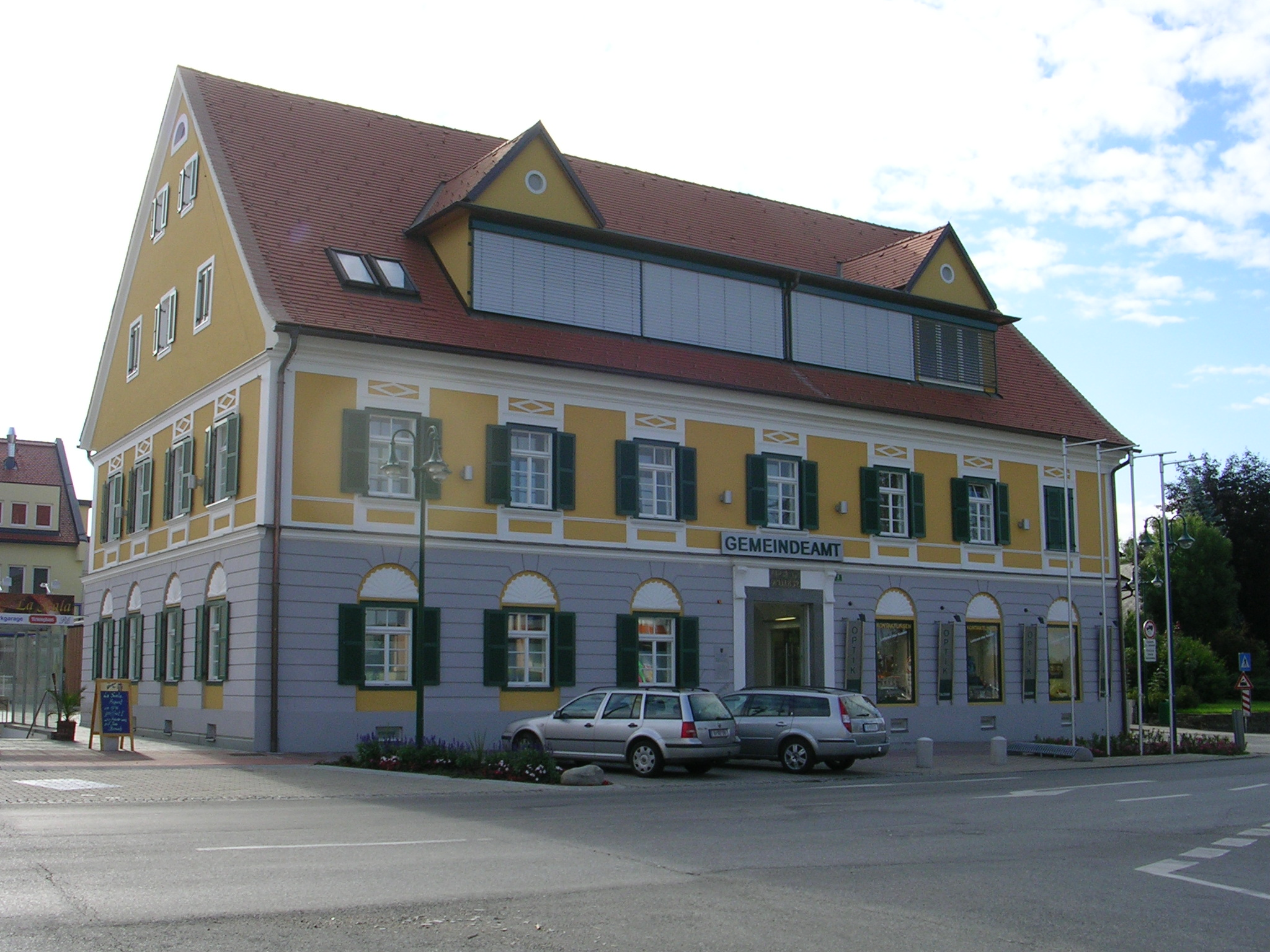
Gemeindeamt Kalsdorf

### Gemeinderat
Der Gemeinderat besteht aus 25 Mitgliedern.
- Nach den Gemeinderatswahlen in der Steiermark 2000 hatte der Gemeinderat folgende Verteilung: 11 SPÖ, 6 ÖVP, 2 FPÖ und 2 GRÜNE.
- Nach den Gemeinderatswahlen in der Steiermark 2005 hatte der Gemeinderat folgende Verteilung: 11 SPÖ, 6 ÖVP, 3 FPÖ, 3 Bündnis Kalsdorf und 1 GRÜNE.[17]
- Nach den Gemeinderatswahlen in der Steiermark 2010 hatte der Gemeinderat folgende Verteilung: 14 SPÖ, 9 ÖVP, 1 FPÖ und 1 GRÜNE.[18]
- Nach den Gemeinderatswahlen in der Steiermark 2015 hatte der Gemeinderat folgende Verteilung: 12 SPÖ, 7 ÖVP, 3 FPÖ, 2 Mitarbeiten, Gestalten für Kalsdorf und 1 GRÜNE.[19]
- Nach den Gemeinderatswahlen in der Steiermark 2020 hat der Gemeinderat folgende Verteilung: 14 SPÖ, 9 ÖVP, 1 GRÜNE und 1 FPÖ.[20]

### Bürgermeister
- Helmuth Adam (SPÖ)
- 2009–2009 Ursula Rauch (SPÖ)[21]
- seit 2019 Manfred Komericky (SPÖ)

### Wappen
Wappenbeschreibung:
„In einem gespaltenen Schild vorn in Gold drei (2, 1) blaue Nägel, hinten in blau eine silberne Adlerschwinge.“
Die Nägel sind ein Hinweis auf die seit 1868 bestehende, sehr bedeutende Eisenwarenfabrik, die Adlerschwinge ist Symbol für den Flughafen Graz-Thalerhof, der sich innerhalb des Gemeindegebietes befindet. Die Kundmachung der steiermärkischen Landesregierung von 23. Dezember 1965 über die Erhebung der Gemeinde Kalsdorf bei Graz zum Markt beschreibt das Wappen.

## Persönlichkeiten

### Ehrenbürger der Gemeinde
- 1975: Hannes Bammer (1922–2017), Landesrat[23]
- 2014: Helmuth Adam (* 1939), Alt-Bürgermeister von Kalsdorf bei Graz[24]

### Personen mit Bezug zur Gemeinde
- Adolf Finze (1833–1905), Unternehmer